# ヘネラル・カレーラ湖
ブエノス・アイレス湖（西: Lago Buenos Aires）またはヘネラル・カレーラ湖（Lago General Carrera）は、パタゴニアにある湖。アルゼンチンとチリにまたがっており、アルゼンチン名がブエノス・アイレス湖、チリ名がヘネラル・カレーラ湖だが、どちらも国際的に受け容れられている。
面積は1850平方キロで、うち970平方キロがチリのアイセン・デル・G・カルロス・イバニェス・デル・カンポ州に、880平方キロがアルゼンチンのサンタクルス州にそれぞれ属す。チリ最大の湖でもあり、アルゼンチン第四の湖でもある。深さは586m。
氷河の作用でつくられた湖で、アンデスの山々に抱かれている。湖水はバケル川（英語読み：ベイカー川）から流れ出て、太平洋にそそぐ。
この一帯は寒く湿った気候だが、この湖のみ晴れる微気候がある。チリ側の湖岸にはプエルト・インヘニエロ・イバーニェスやチレ・チコ、アルゼンチン側にはロス・アンティゴスやペリト・モレノの町がある。1900年から1925年にかけ、クレオールやヨーロッパからの移民が開拓した。1971年と1991年のハドソン山噴火の際には地域経済、とりわけ羊の放牧が大きな影響を受けた。
アルゼンチン側からは細く平原が延びていることから比較的容易にアクセスでき、先住民のテウェルチェ族が通っていた。最初にここを通ったヨーロッパ人は探検家のフランシスコ・モレノで、1920年代には国道40号が敷設された。一方、チリ側からのアクセスは容易でなく、1990年代になってようやく国道7号線が湖まで伸び、この地の観光産業を促進した。
チリの企業がプエルト・インヘニエロ・イバーニェスとチレ・チコとをむすぶカーフェリーを運航している。
マス釣り（Trout fishing）とサケ釣りで知られるほか、湖の中央部には大理石の洞窟がある。

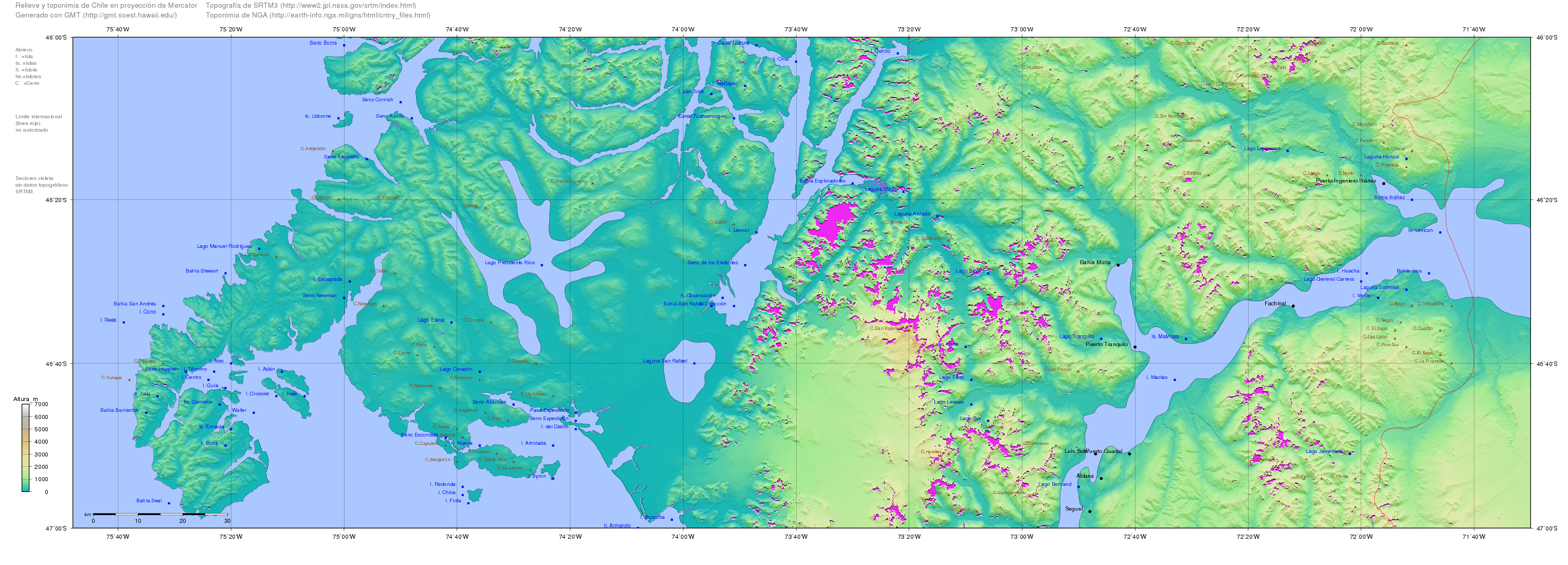
チリ側の地形図
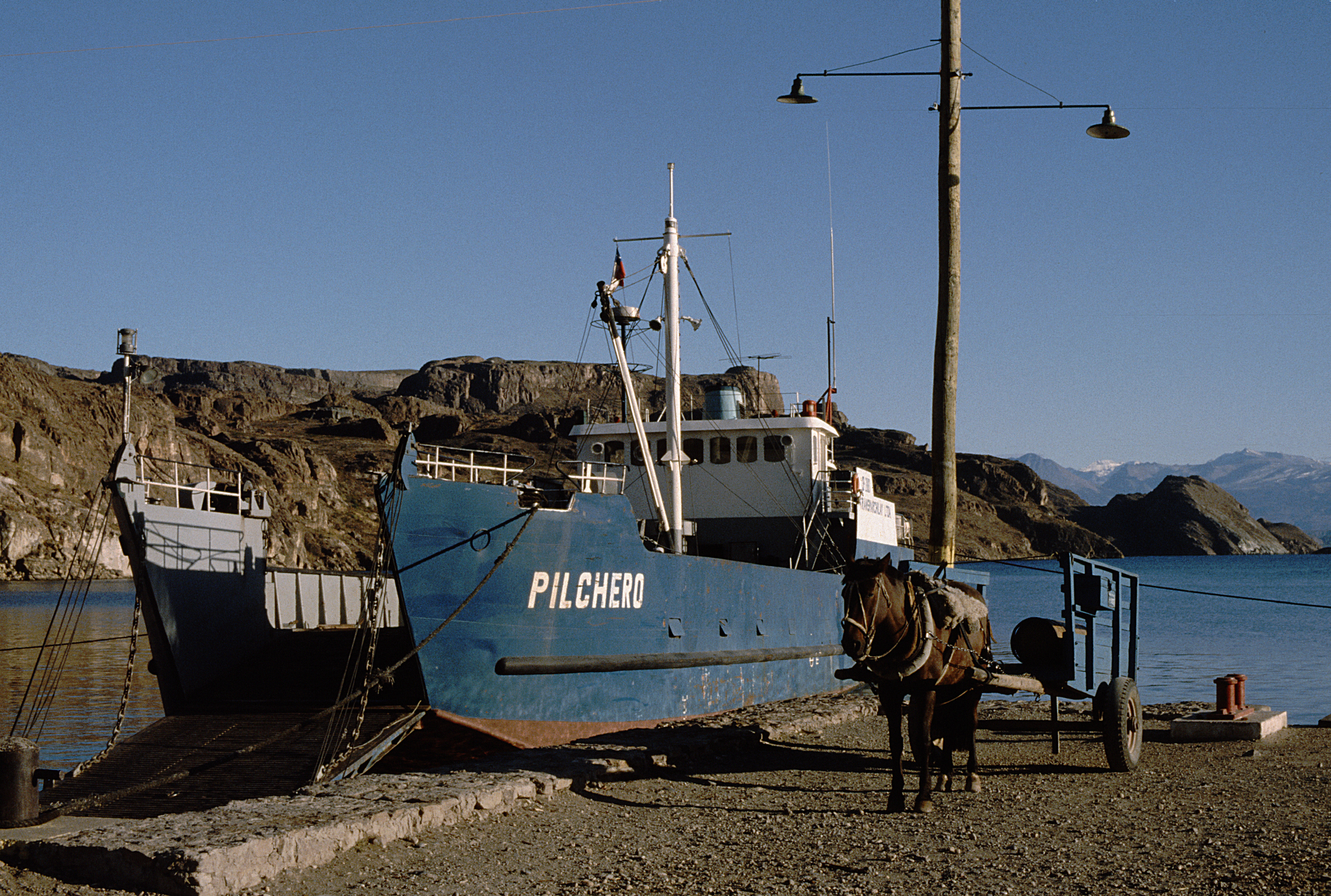
チリ側のチレ・チコ近辺に置かれた船舶
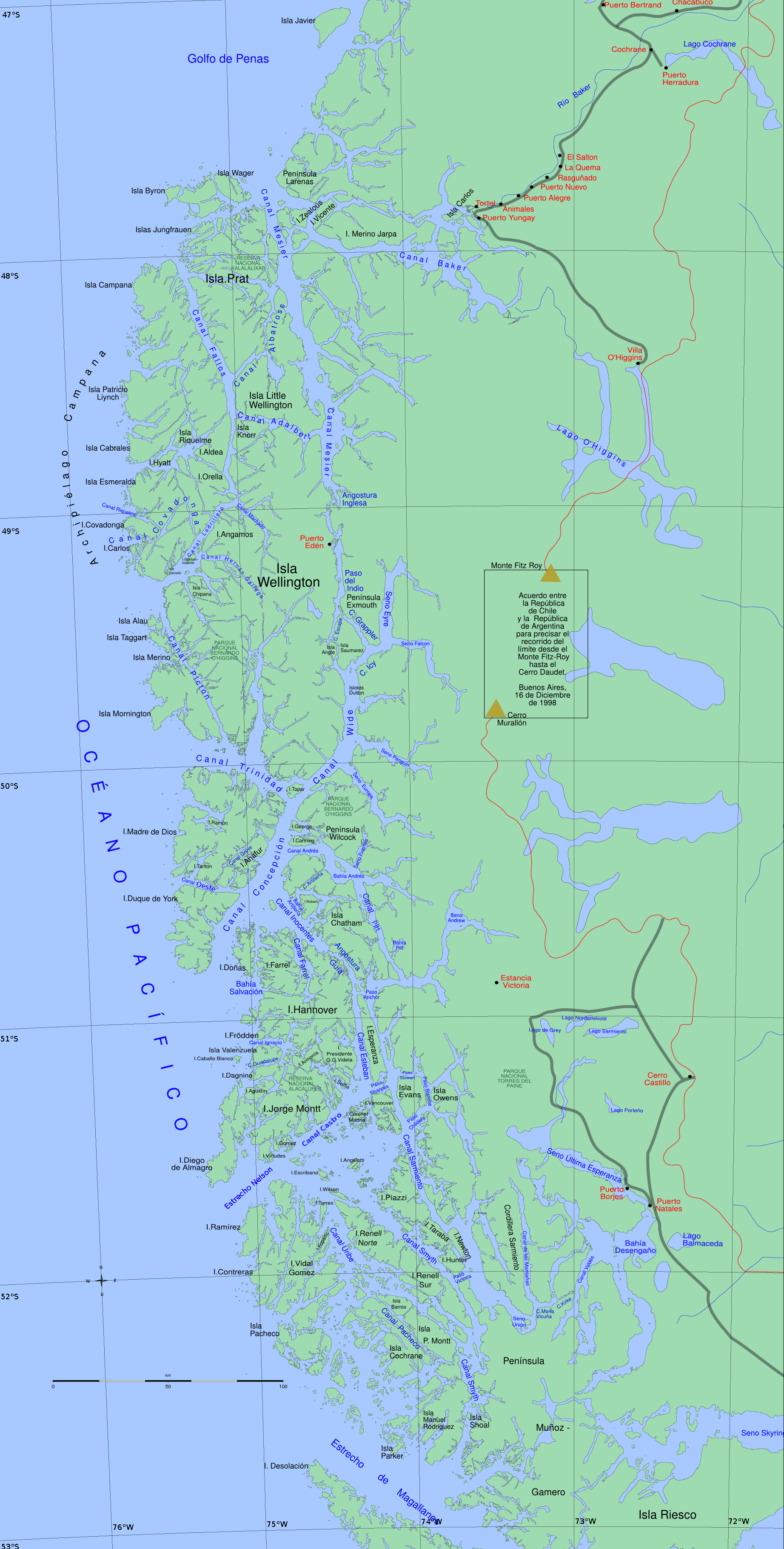
チリ側の地図
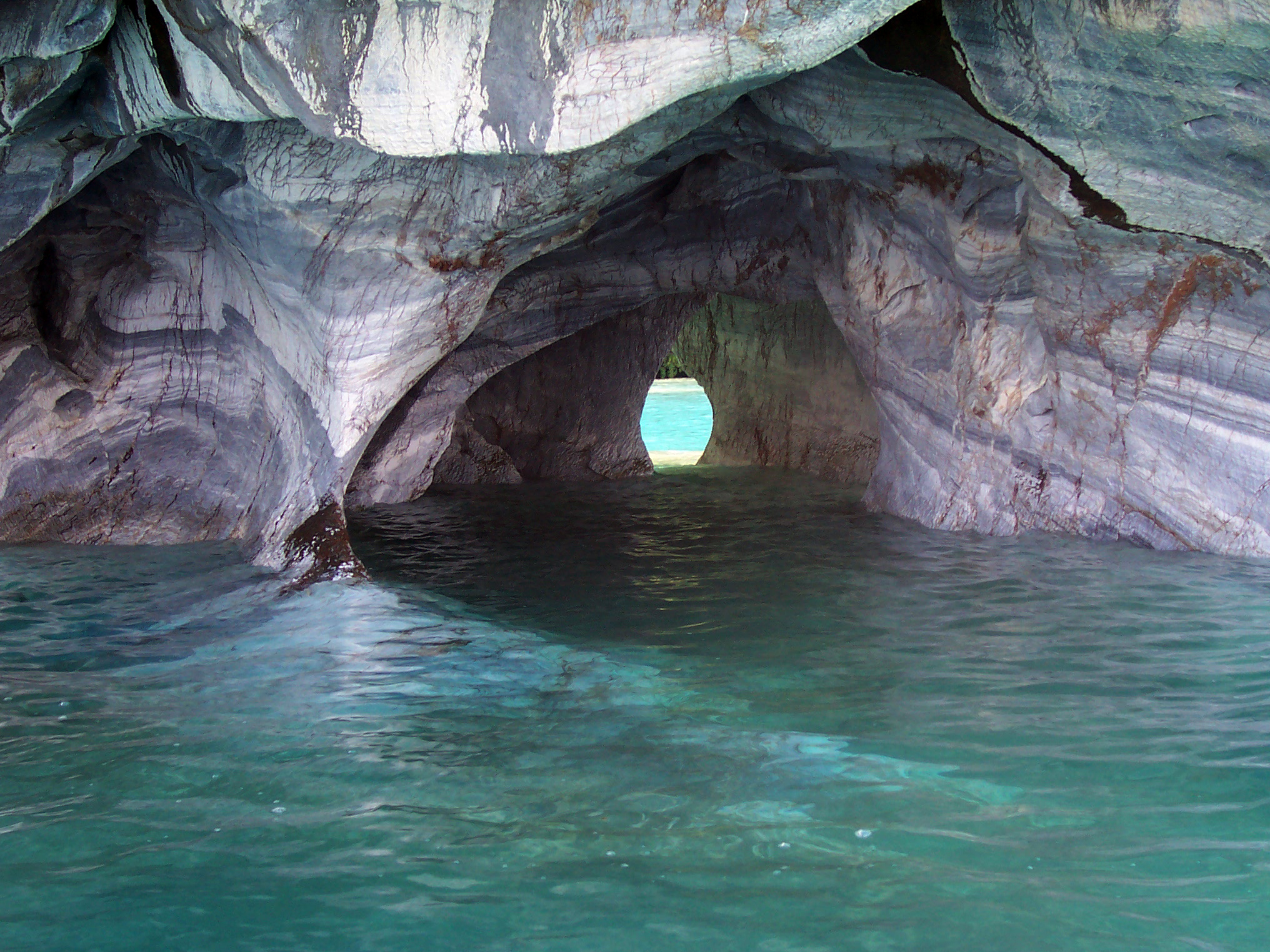
大理石の洞窟